# Selena Piek
Selena Piek (Blaricum, 30 september 1991) is een Nederlands badmintonspeelster. Ze speelt voornamelijk dubbel en gemengd-dubbel. In deze disciplines is zij meervoudig nationaal kampioen geworden.
In 2016 kwam Piek voor Nederland tweemaal uit op de Olympische Zomerspelen in Rio de Janeiro, met Eefje Muskens in het damesdubbelspel, en met Jacco Arends in het gemengd dubbelspel. Met Muskens won zij een bronzen medaille op de Europese kampioenschappen badminton 2014. Nadat Muskens na de wereldkampioenschappen badminton 2017 stopte, ging ze verder met Cheryl Seinen. Begin 2019 verruilde ze Arends voor Robin Tabeling.
In 2019 won ze met Cheryl Seinen goud op de Europese Spelen in Minsk. In de finale van het damesdubbel versloegen ze het Britse duo Chloe Birch en Lauren Smith met 14-21, 21-13, 21-15.
In 2021 kwam ze voor Nederland uit op de Olympische Zomerspelen van Tokio. Ze speelde met Robin Tabeling in het gemengd-dubbeltoernooi, en met Cheryl Seinen op het damesdubbeltoernooi.
In 2023 wonnen Piek en Tabeling goud in het gemengd dubbel bij de Europese Spelen in Krakau (Polen).